# النمايش (قارة)

تعديل مصدري - تعديل

النمايش هي إحدى قرى عزلة قارة بمديرية قارة التابعة لمحافظة حجة، بلغ تعداد سكانها 185 نسمة حسب تعداد اليمن لعام 2004.